# Hampstead Norreys
Hampstead Norreys – wieś w Anglii, w hrabstwie ceremonialnym Berkshire, w dystrykcie (unitary authority) West Berkshire. Leży nad rzeką Pang, 19 km na zachód od centrum miasta Reading i 78 km na zachód od centrum Londynu. W 2001 miejscowość liczyła 395 mieszkańców.